# Казе Броза (Тревизо)
Казе Броза је насеље у Италији у округу Тревизо, региону Венето.
Према процени из 2011. у насељу је живело 53 становника. Насеље се налази на надморској висини од 86 м.